# Großgestewitz

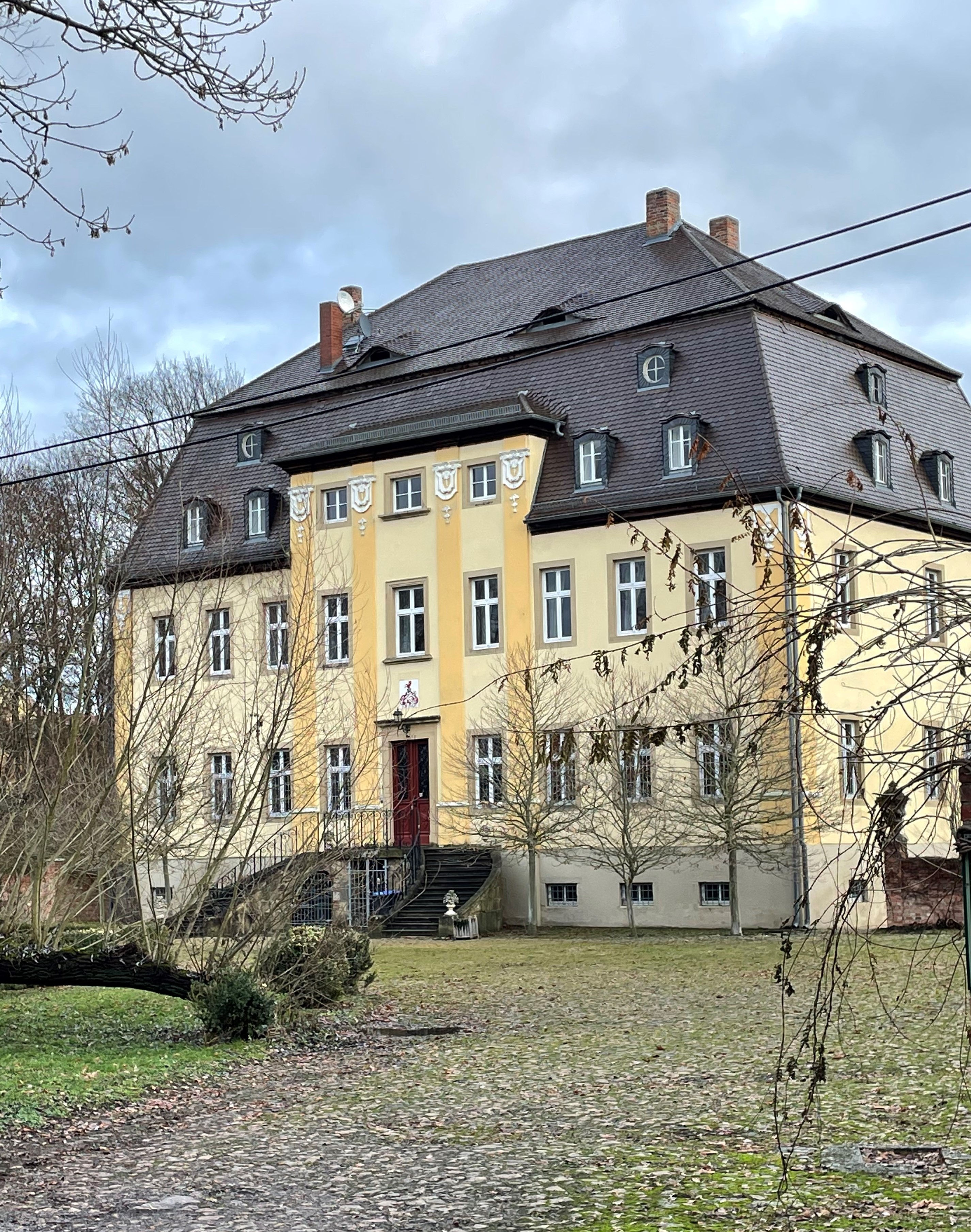
Rittergut Großgestewitz

Großgestewitz gehört zur Gemeinde Mertendorf im Burgenlandkreis in Sachsen-Anhalt (Deutschland).

## Geographische Lage
Der Ort liegt südlich von Naumburg (Saale) an der Wethau, mundartlich Wiethe, einem rechten Nebenfluss der Saale. Die Gegend wird als Wethautal bezeichnet. Danach ist auch die Verbandsgemeinde Wethautal benannt, in der Mertendorf gemeinsam mit Großgestewitz liegt.

## Geschichte
Die Anfänge des Ortes reichen bis in das hohe Mittelalter zurück. Die urkundliche Ersterwähnung erfolgte im Jahre 1040, als Kaiser Heinrich III. dem Bischof von Naumburg u. a. die 'villi gostici' schenkte.
Für das Kirchdorf Großgestewitz wird schon im 15. Jahrhundert ein Rittersitz greifbar. Das daraus hervorgegangene kanzleischriftsäßige Rittergut verfügte über die Patrimonialgerichtsbarkeit und die Patronatsrechte über Kirche und Schule. Der heutige Bau der Kirche Großgestewitz im gotischen Stil geht auf einen Vorgängerbau von spätestens 1424 zurück. Eine ursprünglich eigenständige Nikolai-Kapelle (von spätestens 1510) bildet heute den nördlichen Anbau. Die Zerstörungen durch den Dreißigjährigen Krieg konnten erst nach 1700 beseitigt werden. Empore, Balkendecke, Kanzelaltar und Patronatsloge gehen auf diesen Wiederaufbau zurück. Einzelne Wappen, auch der nicht aufgeführten Patronatsfamilien, befanden sich an vorhandene Grabsteine. Die 1889 eingeweihte Orgel ist die letzte mechanische Schleifladen-Orgel von Friedrich Ladegast aus Weißenfels.
Als Besitzer des Rittergutes treten spätestens ab 1500 bis 1753 Vertreter der Familie von Landwüst auf. Das Rittergut brannte im Zuge des Dreißigjährigen Krieges 1645 ab und wurde bis 1660 wieder aufgebaut.
Einer der letzten Vertreter der Familie von Landwüst war Christoph Dietrich von Landwüst, verheiratet mit Johanna Dorothea von Erffa. Ihr Sohn Friedrich Hartmann von Landwüst erlangte einigen Einfluss im Domstift Naumburg. Nach genealogischen Quellen war Friedrich von Landwüst letzter Großgestewitzer Grundherr seines Adelsgeschlechts. Es folgte eine Zeit der häufigen Besitzerwechsel: Zuerst kaufte Familie von Schauroth 1753 das Gut, dann erbte es 1784 Freiherr von Fritsch, schließlich 1792 Graf Vitzthum von Eckstädt. Von 1805 bis 1808 war es kurzzeitig im Besitz derer von Dallwitz, die es dem ausländischen Grafen de Montalban überließen. Aufgrund von Verschuldung fand 1814 eine öffentliche Versteigerung des Gutes und seines Zubehörs statt. Den Zuschlag als Meistbietender erhielt damals ein Herr Rousset, der den Besitz 1817 an die Familie von Nostitz weiterveräußerte. Der letzte Nostitz-Besitzer erreichte die Allodifikation des Gutes, die am 6. Mai 1840 durch das Oberlandesgericht Naumburg erfolgte. Nachdem das Gut zwischen 1838 und 1840 an die Familie Sommer gelangte, befand es nachfolgend im Besitz der Familie von Barby. Diese Familie erlebte auch 1848/49 die Aufhebung der bis zu diesem Zeitpunkt auf dem Rittergut haftenden adligen Patrimonialgerichtsbarkeit. Erster Vertreter war wohl Eugen von Barby, dann sein Nachfahre Lothar von Barby (1842–1922), liiert mit Emma von Funcke. Lothar von Barby übergab die Begüterung frühzeitig an seinen Sohn Hans von Barby. Dieser beschäftigte sich auch als Heimatforscher. Um 1922 war das Rittergut im Minorat im Besitztum des Sohnes aus zweiter Ehe, Ulrich von Barby (1908–1952). Er war verheiratet mit der Offizierstochter Ännie von Stülpnagel. Zum Eigentum des Rittergutes gehörten 171 ha. Die Familie von Barby behielt das Gut bis zur Enteignung durch die Bodenreform, der letzte Gutsbesitzer war Ehrenritter des Johanniterordens seit 1939, blieb in der DDR bis zu seinem Tod, danach zog die Witwe nach Bonn.
Die Gebäude des früheren Rittergutes können heute für Seminare oder feierliche Anlässe wie Hochzeiten genutzt werden. Außerdem befinden sich im oberen Geschoss Ferienwohnungen und eine Privatbibliothek.

## Verwaltung
Nach der Herausbildung der wettinischen Ämterverfassung im 15. Jahrhundert gehörte (Groß-)Gestewitz zum Amt Weißenfels. Der Ort wurde bei der Leipziger Teilung 1485 albertinisch und 1547 kursächsisch. Er gehörte von 1657 bis 1746 zum Herzogtum Sachsen-Weißenfels und kam nach dem Wiener Kongress 1815 an das Königreich Preußen, wo Großgestewitz von 1816 bis 1952 der Provinz Sachsen (Landkreis Weißenfels) zugeordnet war. Nach Auflösung der Länder und Provinzen in der Deutschen Demokratischen Republik lag sie bis 1990 im Bezirk Halle und nach Gründung der neuen Bundesländer 1990 im Land Sachsen-Anhalt. Als Ortsteil der Gemeinde Mertendorf wurde Großgestewitz Mitglied der 2010 gegründeten Verbandsgemeinde Wethautal.

## Persönlichkeiten
- Carl August von Schauroth (1755–1810), österreichischer Reitergeneral, geboren in Großgestewitz

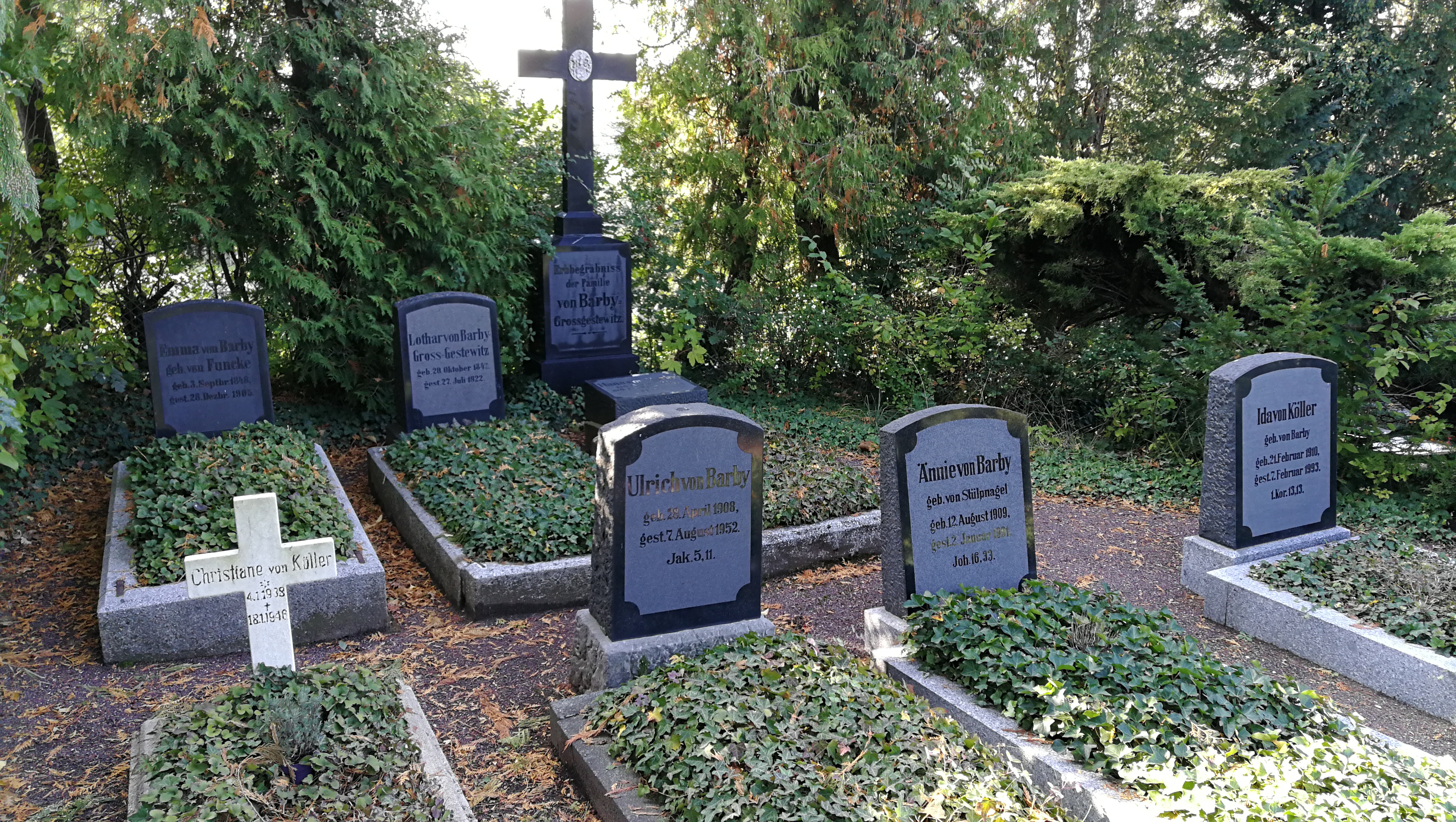
Friedhof Großgestewitz Erbbegräbnis der Familie von Barby, 2019